# Henipavirus
Henipavirus este un ribovirus. Cuprinde două specii:
- virusul Hendra, care cauzează epidemii de meningoencefalită, transmise de la suine, în Asia
- virusul Nipah, care cauzează encefalită transmisă de la caii de rasă, în Australia.